# Montefino
Montefino község (comune) Olaszország Abruzzo régiójában, Teramo megyében.

## Fekvése
A megye délkeleti részén fekszik. Határai: Atri, Castiglione Messer Raimondo, Castilenti és Cellino Attanasio.

## Története
Középkori alapítású település. 1863-ig Montesecco volt a neve. Önálló községgé a 19. század elején vált, amikor a Nápolyi Királyságban felszámolták a feudalizmust.

## Népessége
A népesség számának alakulása:

## Főbb látnivalói
- San Giacomo Apostolo-templom